# Neon Hitch
Neon Hitch (Nottingham, 25 maggio 1986) è una cantante britannica.

## Biografia
Nel 2010 ha collaborato con gli 3OH!3 per il brano Follow Me Down (dalla colonna sonora di Alice in Wonderland) ed è coautrice della canzone di Kesha Blah Blah Blah, contenuta nell'album di debutto di quest'ultima, Animal. Nel 2011 ottiene grande successo il singolo Ass Back Home, realizzato con gli Gym Class Heroes e presente nell'album di questi ultimi The Papercut Chronicles II. Nello stesso anno ha pubblicato il suo primo singolo, ossia Get Over U. Nel 2012 pubblica due singoli, molto gettonati nell'ambiente dance, ossia Fuck U Betta e Gold (brano coscritto da Bruno Mars). Pubblica due mixtape per la Warner Bros. Records tra il 2013 ed il 2014. Nel luglio 2016 esce il suo album d'esordio Anarchy. Nel 2018 è stata annunciata come giudice alle selezioni online di 1in360, per la scelta del rappresentante del San Marino all'Eurovision Song Contest.

## Discografia

### Album in studio
- 2016 - Anarchy (WeRNeon)
- 2019 - Reincarnation (WeRNeon)

### EP e Mixtape
- 2013 - Happy Neon (Warner Bros.)
- 2014 - 301 to Paradise (Warner Bros.)
- 2015 - 24:00 (WeRNeon)

- 2021 - Free Style (WeRNeon)
- 2022 - Light Touch (WeRNeon)
- 2022 - Rebirtg (WeRNeon)

### Singoli
- 2012 - Fuck U Betta
- 2012 - Gold
- 2014 - Yard Sale
- 2015 - Sparks
- 2015 - Freedom
- 2016 - Please
- 2016 - Neighborhood
- 2016 - Serious
- 2017 - I Know You Wannit
- 2018 - Problem

Come artista ospite
- 2010 - Follow Me Down (3OH!3 feat. Neon Hitch)
- 2011 - Ass Back Home (Gym Class Heroes feat. Neon Hitch)
- 2015 - Devil (Cash Cash feat. Busta Rhymes, B.o.B e Neon Hitch)
- 2016 - Lovin (Breathe Carolina & APEK feat. Neon Hitch)
- 2016 - Wrong Places (Borgeous feat. Neon Hitch)
- 2016 - When Will I See You Again? (Nytrix feat. Neon Hitch)
- 2016 - No Warning (Jason Parris & My Buddy Mike feat. Neon Hitch)
- 2017 - Poppy Seeds (Party Thieves & JayKode feat. Neon Hitch)
- 2017 - We Don't Talk About It (Fabian Mazur feat. Neon Hitch)
- 2018 - Walking On (Sam Trocki feat. Neon Hitch)